# Miroslav Dvořák (sdruženář)
Miroslav Dvořák (* 3. března 1987 Liberec) je bývalý český sdruženář, který závodil v letech 2003–2019.
Startoval na Zimních olympijských hrách 2010, kde se v závodě na velkém můstku umístil na 28. místě a v závodě na středním můstku skončil na 39. příčce. Pomohl také českému týmu k 8. místu v závodu družstev. Absolvoval také závody na Zimních olympijských hrách 2014 (11. místo velký můstek, 29. místo střední můstek, 7. místo družstva) a 2018 (21. místo střední můstek, 26. místo velký můstek, 7. místo družstva). Pravidelně se účastnil světových šampionátů, jeho nejlepším umístěním je 6. místo ze závodu družstev na MS 2009. Sportovní kariéru ukončil po sezóně 2018/2019.